# Liljendals församling

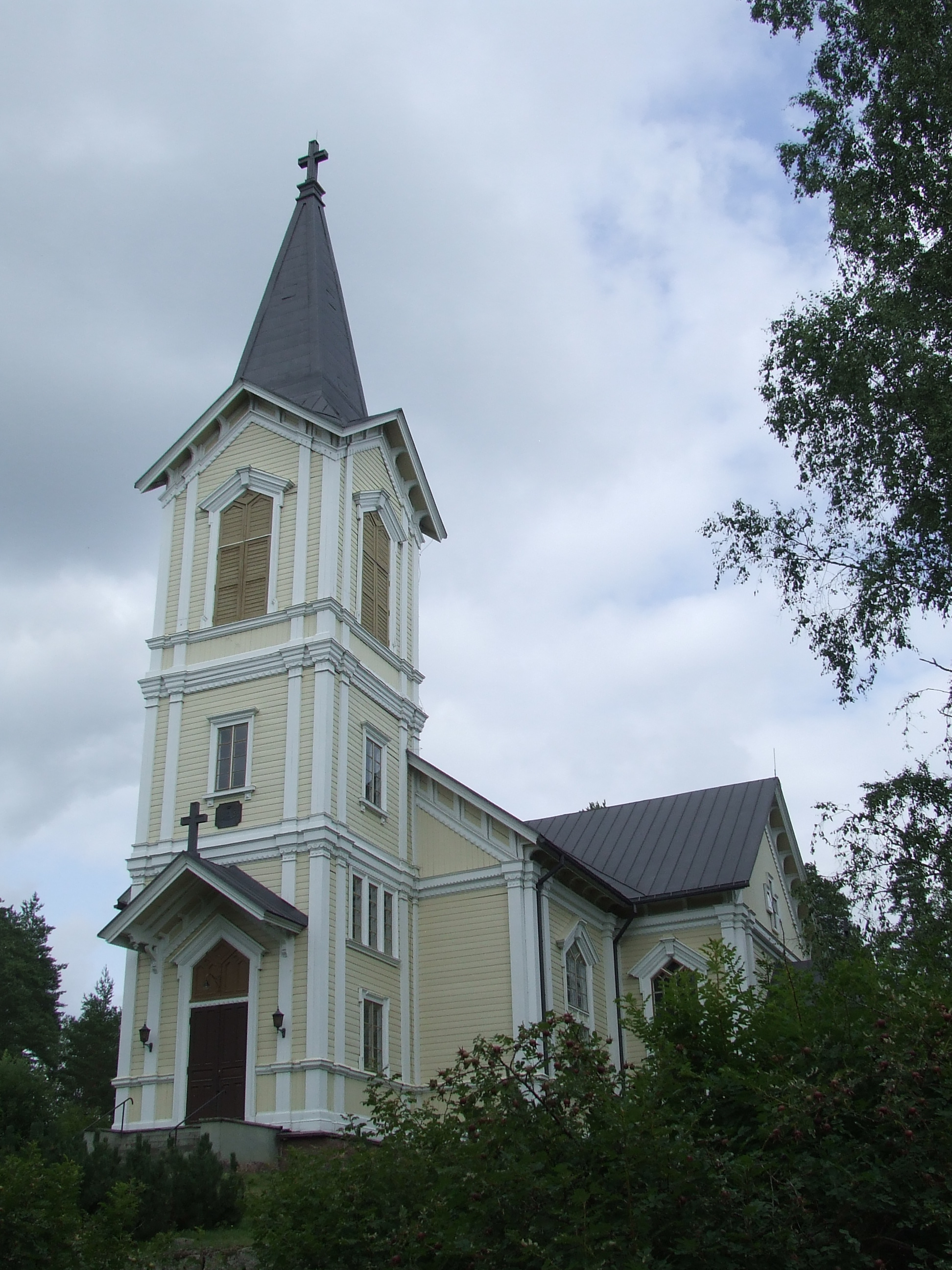
Liljendal kyrka

Liljendal församling är en församling i Domprosteriet i Borgå stift inom Evangelisk-lutherska kyrkan i Finland. Till församlingen hör kyrkomedlemmar som är bosatta i Liljendal. Majoriteten (76,6 %) av de 1 156 medlemmarna (08/2018) är svenskspråkiga.

## Historia
Efter korstågen på 1100-talet koloniserades kusttrakterna i södra Finland av svenska nybyggare varvid svenskspråkiga byar uppstod bland annat utmed strandmarkerna vid Forsby ås mynning. Ännu i dag är Liljendal en trakt med övervägande svenskspråkig befolkning. 
Grunden till egen socken lades 1792 då Liljendal kapellförsamling avskildes från moderförsamlingen i Pernå. Kapellförsamlingen var en självständig församling 1917–2018, varefter Agricola svenska församling och Agricola finska församling grundades; dessa omfattar hela Lovisa stads och Lappträsks kommuns område. Liljendal församlings sista kyrkoherde (gemensam med Lappträsks svenska församling) är Stina Lindgård (f. 1964).